# Amtsgericht Kolo
Das Amtsgericht Kolo war ein deutsches Gericht der ordentlichen Gerichtsbarkeit im Bezirk des Landgerichts Litzmannstadt mit Sitz in Kolo.

## Geschichte
Das Landgericht Leslau mit Sitz in Leslau wurde während der deutschen Besetzung Polens 1939 mit Erlass vom 26. November 1940 als Landgericht im Bezirk des Oberlandesgerichtes Posen gebildet.  In Kolo wurde das Amtsgericht Kolo als eines von fünf Amtsgerichten dieses Landgerichtes gebildet.
Nach Kriegsende 1945 wurde der Landgerichtsbezirk wieder unter polnische Verwaltung gestellt. Anstelle des Amtsgerichtes Kolo wurde das Sąd Rejonowy w Kole bzw. 1950–1975: Sąd Powiatowy w Kole errichtet.